# David McDowell Brown
David McDowell Brown (ur. 16 kwietnia 1956 w Arlington, zm. 1 lutego 2003) – amerykański astronauta, lekarz, pilot wojskowy, komandor United States Navy.

## Zarys biografii
Po ukończeniu szkoły średniej (Yorktown High School) w 1974 kontynuował naukę w College of William and Mary, otrzymując w 1978 licencjat z zakresu biologii. W 1982 ukończył studia lekarskie w Eastern Virginia Medical School. W czasie wolnym od nauki pracował dorywczo w parku rozrywki „Busch Gardens” i cyrku „Kingdom”, w którym występował jako akrobata na monocyklu. Po uzyskaniu na Uniwersytecie Medycznym Karoliny Południowej {Medical University of South Carolina) dodatkowych uprawnień lekarskich (medical intern) wstąpił do US Navy. Następnie odbył szkolenie specjalistyczne i w 1984 uzyskał status lotniczego lekarza marynarki wojennej (flight surgeon). W tym charakterze służył m.in. na lotniskowcu USS „Carl Vinson”. W 1988 został pierwszym od dziesięciu lat lekarzem US Navy wybranym do szkolenia w zakresie pilotażu samolotowego. Kurs ukończył jako najlepszy w swojej grupie. Zdobył kwalifikacje pilota samolotu szturmowego A-6 Intruder, a później – myśliwca wielozadaniowego F/A-18 Hornet. W 1992 został pilotem 115. eskadry myśliwców szturmowych (Strike Fighter Squadron 115 – VFA-115), stacjonującej wówczas na lotniskowcu USS „Independence”. W 1995 objął stanowisko lekarza Szkoły Pilotów Doświadczalnych Marynarki Wojennej Stanów Zjednoczonych, gdzie latał ponadto samolotem T -38 Talon. Jako pilot spędził w powietrzu 2700 godzin.
W kwietniu 1996 został przyjęty do NASA, a już 1 maja został członkiem 16. grupy astronautów (NASA 16). Po dwuletnim szkoleniu uzyskał kwalifikacje specjalisty misji. 
Przed startem w kosmos pełnił różne funkcje w Centrum Lotów Kosmicznych im. Lyndona Johnsona (JSC), pracował m.in. w zespole zaopatrzenia Międzynarodowej Stacji Kosmicznej (ISS). W 2003 jako specjalista misji uczestniczył w wyprawie promu Columbia – STS-107, rozpoczętej 16 stycznia. W trakcie prawie szesnastodniowego pobytu na orbicie astronauci wykonali 82 eksperymenty biologiczne, geofizyczne, technologiczne i fizyczne. 1 lutego 2003 podczas powrotu Columbii na Ziemię wahadłowiec rozpadł się w powietrzu. Śmierć poniosła cała załoga.
Brown został pochowany na Cmentarzu Narodowym w Arlington, podobnie jak jego dwoje kolegów z załogi Columbii – Michael P. Anderson i Laurel Clark.

## Odznaczenia
- Naval Astronaut Wings
- Naval Aviator Wings
- Defense Distinguished Service Medal – pośmiertnie
- Meritorious Service Medal
- Navy and Marine Corps Achievement Medal
- National Defense Service Medal
- Congressional Space Medal of Honor – pośmiertnie
- NASA Distinguished Service Medal – pośmiertnie
- NASA Space Flight Medal – pośmiertnie
- Universal Astronaut Insignia za lot orbitalny (nr 428, pośmiertnie) – Stowarzyszenie Uczestników Lotów Kosmicznych (Association of Space Explorers(inne języki))[1]